# Porsche-Diesel AP 18
 (février 2025).

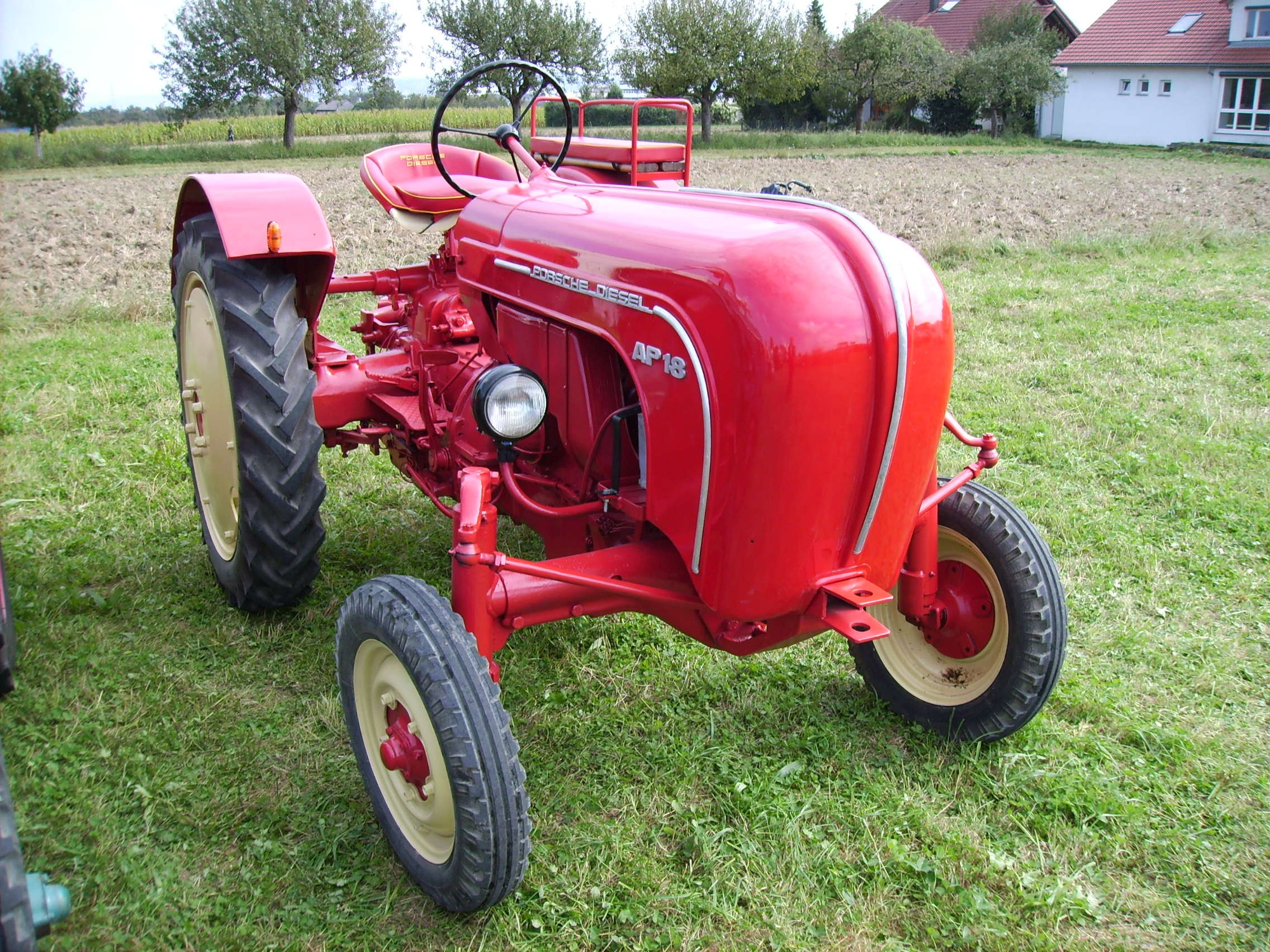
Porsche-Diesel AP 18

Le Porsche-Diesel AP 18 est un tracteur fabriqué de 1956 à 1957 par Porsche-Diesel Motorenbau GmbH, basé à Friedrichshafen et qui a repris la production de tracteurs d’Allgaier Werke.
Le Porsche-Diesel AP 18, particulièrement bon marché, convenait également aux grandes exploitations agricoles grâce à son équipement moderne et fonctionnel de haute qualité. Comme d’autres modèles Porsche-Diesel, le Porsche-Diesel AP 18 a également reçu un équipement électrique composé d’un démarreur, d’une batterie, de bougie de préchauffage, d’un système d’éclairage et d’un alternateur de Bosch. L’AP 18 était également équipé d’une transmission à engrenages de poussée de ZF ou Getrag avec un embrayage à sec monodisque de Fichtel & Sachs. Il était équipé de cinq vitesses avant et d’une marche arrière et pouvait éventuellement être étendu pour inclure une vitesse rampante. Les roues arrière du tracteur sont ralenties par un frein à mâchoires interne qui sert de frein de direction et qui peut être actionné au pied. Avec un rayon de braquage de 2 750 mm et un poids d’environ 1 332 kg, l’AP 18 à propulsion arrière était idéal pour tous les travaux sur terrain accidenté.